# Клас, Анна Иосифовна
Анна Иосифовна Клас (эст. Anna Klas, урождённая Гуревич; 23 января 1912, Рига — 20 апреля 1999, Таллин) — эстонская советская пианистка и педагог, заслуженная артистка Эстонской ССР (1946). Мать дирижёра Эри Класа.

## Биография
Родилась в Риге в еврейской семье Иосифа Гуревича (?—1947) и Эстер Гоз (?—1940). В 1931 году окончила Таллинскую консерваторию. До 1933 года училась в Берлинской высшей школе музыки.
В 1938 году вышла замуж за Эдуарда Класа.
В 1941 году эвакуировалась вместе с двухгодовалым сыном Эри на Урал. С 1942 года начала играть в дуэте с Бруно Лукком (1909—1991). С 1943 года по 1944 проживала в Ярославле, где преподавала и давала концерты.
С 1944 по 1959 год — доцент Таллинской консерватории. Воспитала большое количество пианистов, 40 лет выступала в составе фортепианного дуэта с Бруно Лукком — директором Таллинской консерватории (1948—1951). Объездила с концертами большую часть Советского Союза. В 1946 году удостоена звания Заслуженная артистка Эстонской ССР. В 1947 году удостоена Государственной премии Эстонской ССР.
С 1966 по 1979 годы педагог Рижской консерватории.
Эри Клас пишет в своей книге «Дирижёр, лицом к залу» о матери: 

Дедушка Иосиф Гуревич и бабушка Эстер, родители моей мамы, были из очень набожных семей. У дедушки Иосифа был красивый тенор. Он обучался в Вене хоровому дирижированию и пению. После Вены он стал работать в Риге, преподавать музыку и руководить хором рижской мужской гимназии. Он часто помогал главному кантору рижской хоральной синагоги. Дочь кантора Эстер вышла замуж за Иосифа, и, таким образом, стала моей бабушкой. В 1912 году у них родилась дочь Анна, моя мама, и через два года — вторая дочь, Ямима. Когда в Таллинской синагоге освободилось место главного кантора, на это место пригласили Иосифа Гуревича. Кроме синагоги дедушка преподавал в еврейской гимназии.

Моя мама, которая стала в дальнейшем известной пианисткой, в основном как участник фортепианного дуэта Анна Клас — Бруно Лукк, окончила в 1931 году Таллинскую консерваторию и продолжила учёбу в Высшей музыкальной школе Берлина. Там же стажировался её будущий партнер, пианист из Тарту Бруно Лукк. Так они познакомились. В 1933 году, когда фашизм пришёл к власти, маме пришлось покинуть Германию. Берлин был в те времена одной из важнейших музыкальных столиц мира. Она видела Рихарда Штрауса, Отто Клемперера, слушала выступления важнейших музыкантов той поры. Это была хорошая школа и счастливая пора, но она завершилась довольно быстро. Мама вернулась в Таллин и вышла замуж за моего отца, Эдуарда Клас-Гласса, который к тому времени окончил Высший технический университет в Праге. Седьмого июня 1939 года появился на свет я.
Фирмой «Мелодия» записано несколько пластинок дуэта Анна Клас и Бруно Лукк. В концертном репертуаре дуэта — практически весь архив сочинений для двух фортепиано.
Похоронена на Rahumäe Jewish Cemetery.

## Награды
- орден «Знак Почёта» (30.12.1956)
- заслуженная артистка Эстонской ССР (1946)